# Tåga
|  | Wiktionary har en ordboksartikel om tåga. |

Tåga kallar man den mängd strån man kan taga i en hand vid skörd av lin eller vid beredningen därefter. I överförd bemärkelse en långsträckt mängd av vilket slag som helst, som är lagom att gripa med en hand.